# Animal Crossing
Animal Crossing là một trò chơi điện tử mô phỏng do Nintendo phát triển và sản xuất, với Eguchi Katsuya và Nogami Hisashi là đồng sáng tạo. Trong Animal Crossing, nhân vật người chơi là một con người sống trong một ngôi làng có nhiều loài động vật giống con người cùng sinh sống, thực hiện nhiều hoạt động như câu cá, bắt bọ và săn tìm hóa thạch. Loạt được chú ý cao vì lối chơi kết thúc mở, sử dụng đồng hồ và lịch bên trong máy chơi trò chơi điện tử để mô phỏng thời gian thực.
Kể từ lần phát hành đầu tiên vào năm 2001, năm phần Animal Crossing đã phát hành trên toàn thế giới, mỗi trò xuất hiện lần lượt trên Nintendo 64/iQue Player (cải tiến và phát hành lại cho GameCube), Nintendo DS, Wii, Nintendo 3DS và Nintendo Switch. Loạt đã thành công cả về mặt đánh giá lẫn thương mại và đã bán hơn 40 triệu bản trên toàn thế giới. Ba trò chơi phụ cũng đã phát hành: Animal Crossing: Happy Home Designer cho Nintendo 3DS, Animal Crossing: Amiibo Festival cho Wii U và Animal Crossing: Pocket Camp cho thiết bị di động.

## Cách chơi
Trong tất cả các trò Animal Crossing, người chơi giả định vai trò của một nhân vật con người, mới chuyển đến một ngôi làng chỉ toàn động vật biết nói và sống ở đó mãi mãi. Trò chơi không có kết thúc: Người chơi không có mục tiêu rõ ràng, nhưng thay vào đó, khuyến khích họ dành thời gian ở làng để thực hiện các hoạt động yêu thích, bao gồm thu thập đồ vật, trồng cây hoặc tìm các sinh vật khác, và giao tiếp với dân làng. Tất cả các trò Animal Crossing đều sử dụng thời gian thực, sử dụng đồng hồ và lịch của máy chơi trò chơi điện tử. Do đó, thời gian trong trò chơi cũng có cùng phản ánh như thực tế, cũng như mùa hiện tại và thời gian trong ngày. Một số sự kiện trong trò chơi, chẳng hạn như ngày lễ hoặc sự tăng trưởng của cây, xảy ra vào những thời điểm nhất định hoặc yêu cầu một khoảng thời gian trôi qua vừa đủ.
Một đặc điểm nổi bật của loạt Animal Crossing là mức độ tuỳ biến cao sẵn có, một số ảnh hưởng đến kết quả của trò chơi. Nhân vật người chơi được đặt tên và giới tính bởi người chơi ngay từ đầu, và ngoại hình của họ có thể sửa đổi bằng cách mua hoặc thiết kế quần áo và phụ kiện tùy chỉnh, hoặc thay đổi kiểu tóc (đã giới thiệu trong Wild World). Nhà của người chơi cũng có thể mua thêm trang bị, trang trí, và sau đó mở rộng: người chơi có thể mua và thu thập đồ đạc và đặt ở bất cứ nơi nào trong nhà, cũng như thay đổi cả giấy dán tường và thiết kế sàn nhà. Mặc dù địa hình, địa điểm xây dựng và cư dân ban đầu được tạo ngẫu nhiên (ngoại trừ trong Animal Crossing: New Leaf, người chơi sẽ quyết định giữa bốn thị trấn có sẵn và Animal Crossing: New Horizons, trong đó người chơi quyết định giữa bốn hòn đảo có sẵn), tên và bài hát của ngôi làng, cũng như một số câu cửa miệng của cư dân, cũng do người chơi dạy cho.
Thu thập vật phẩm là một khía cạnh chính của Animal Crossing, người chơi có thể khám phá ngôi làng và thu thập các đồ vật, bao gồm trái cây từ cây trồng, vỏ sò và các vật phẩm bỏ đi. Gần như tất cả các đồ vật đều có thể đem bán để lấy Bells, đơn vị tiền tệ trong trò chơi. Người chơi thu thập các đồ vật để có thêm Bells, sau đó có thể sử dụng để mua đồ nội thất và quần áo, mở rộng nhà, đầu tư vào cổ phiếu và chơi trò chơi. Một số công cụ chuyên dụng có sẵn cho các hoạt động khác như câu cá và thu thập côn trùng. Các vật phẩm đặc biệt, chẳng hạn như hóa thạch và tranh vẽ, có thể đem tặng cho bảo tàng trong làng. Người chơi có thể chọn giao lưu với các cư dân động vật khác bằng cách tham gia trò chuyện, gửi và nhận thư, trao đổi hoặc chơi trốn tìm. Cư dân có thể di chuyển vào hoặc ra khỏi làng tùy thuộc vào hành động của người chơi.
Tất cả các phần của Animal Crossing đều cho phép một số hình thức giao tiếp giữa những người chơi, cả ngoại tuyến và trực tuyến. Một ngôi làng duy nhất có thể chứa tối đa bốn người chơi là con người, mặc dù chỉ một người có thể khám phá ngôi làng tại bất kỳ thời điểm nào. Người chơi có thể tương tác thông qua tin nhắn bằng văn bản trong qua bưu điện ở làng hoặc bảng thông báo. Phiên bản GameCube cho phép người chơi đi đến các ngôi làng khác bằng cách trao đổi thẻ nhớ có ghi dữ liệu trò chơi, nhưng tất cả các phần tiếp theo đều cho phép người chơi đi du lịch và tương tác trực tuyến thông qua Nintendo Wi-Fi Connection, mặc dù City Folk cũng cho phép DS Suitcase đi du lịch qua những thị trấn khác.

## Sơ lược

### Nhân vật
Trong khi loạt có nhiều dân làng khác nhau cho mỗi phần, một số nhân vật nổi bật nhất định sẽ trở lại trong mỗi phần của loạt.
Tom Nook là một nhân vật giống như con chồn Nhật Bản (tanuki), có vai trò vừa là chủ cửa hàng vừa là người môi giới bất động sản, cho người chơi vay căn nhà của họ và cho phép họ trả lại mà không tính lãi suất.
Ông Resetti là một nhân vật giống như chuột chũi, xuất hiện từ dưới lòng đất bất cứ khi nào người chơi tắt trò chơi mà không lưu, mắng mỏ họ vì đã phá hỏng một trong các hệ thống của trò chơi. Do có chức năng lưu tự động mới, ông ta đã bị "cho nghỉ việc" trong Animal Crossing: New Horizons, mặc dù ông đã nhận công việc mới là người điều hành Dịch vụ Cứu hộ.
K.K. Slider là một nhạc sĩ chó chuyên đi du lịch, dựa theo nhà soạn nhạc của loạt là Totaka Kazumi, và sẽ đến chơi nhạc vào một số đêm nhất định trong câu lạc bộ của thị trấn. Sau đó, anh sẽ tặng cho người chơi một bản sao miễn phí của bài hát, nói rằng âm nhạc của anh ta "muốn được tự do". Điều này được một số người hâm mộ coi là sự ủng hộ ngầm cho việc vi phạm bản quyền âm nhạc, mặc dù Nintendo phủ nhận rằng đó chỉ là mục đích bình luận xã hội.

## Trò chơi
| 2001 | Animal Crossing                    |
| 2002 |                                    |
| 2003 |                                    |
| 2004 |                                    |
| 2005 | Wild World                         |
| 2006 |                                    |
| 2007 |                                    |
| 2008 | City Folk                          |
| 2009 |                                    |
| 2010 |                                    |
| 2011 |                                    |
| 2012 | New Leaf                           |
| 2013 | Plaza                              |
| 2014 |                                    |
| 2015 | Happy Home Designer                |
| 2015 | Amiibo Festival                    |
| 2016 |                                    |
| 2017 | Pocket Camp                        |
| 2018 |                                    |
| 2019 |                                    |
| 2020 | New Horizons                       |
| 2021 | New Horizons – Happy Home Paradise |

### Dòng chính thống
Animal Crossing ban đầu chỉ phát hành ở Nhật Bản cho Nintendo 64 vào năm 2001. Game đã chỉnh sửa và phát hành lại trên GameCube cùng năm. Phiên bản này được toàn cầu hoá và phát hành tại Bắc Mỹ ngày 15 tháng 9 năm 2002, Úc ngày 17 tháng 10 năm 2003 và châu Âu ngày 24 tháng 9 năm 2004. Một phiên bản mở rộng có tựa "Dōbutsu no Morie" phát hành ngày 27 tháng 6 năm 2003 ở Nhật Bản. Phiên bản Nintendo 64 phát hành tại Trung Quốc năm 2006 cho iQue Player.
Animal Crossing: Wild World phát hành cho Nintendo DS ở Nhật Bản ngày 23 tháng 11 năm 2005, Bắc Mỹ ngày 5 tháng 12 năm 2005, Úc ngày 8 tháng 12 năm 2005 và châu Âu vngày 31 tháng 3 năm 2006. Đây là trò chơi đầu tiên trong loạt sử dụng Nintendo Wi-Fi Connection. Trò chơi sau đó phát hành lại trên Virtual Console của Wii U vào ngày 13 tháng 10 năm 2016, mặc dù tính năng wi-fi của game không khả dụng do Nintendo Wi-Fi Connection đã bị ngưng.
Animal Crossing: City Folk, (Let's Go to the City: Animal Forest, ở Châu Âu và Châu Đại Dương là Animal Crossing: Let's Go to the City) phát hành cho Wii ở Bắc Mỹ ngày 16 tháng 11 năm 2008, Nhật Bản ngày 20 tháng 11 năm 2008, Úc ngày 4 tháng 12 năm 2008 và Châu Âu ngày 5 tháng 12 năm 2008 sau đó phát hành ở Hàn Quốc, năm 2010. Đây là trò chơi Wii đầu tiên sử dụng Wii Speak, một phụ kiện cho phép người chơi trò chuyện với nhau trong quá trình chơi trực tuyến.
Animal Crossing: New Leaf công bố tại E3 năm 2010. Trò chơi phát hành cho Nintendo 3DS ở Nhật Bản ngày 8 tháng 11 năm 2012, Bắc Mỹ ngày 9 tháng 6 năm 2013, Châu Âu ngày 14 tháng 6, 2013 và Úc ngày 15 tháng 6 năm 2013. Lần đầu tiên trong loạt, người chơi vào vai Thị trưởng. Vào tháng 11 năm 2016, một bản cập nhật mới phát hành cùng với sự ra mắt của Welcome amiibo ở Mỹ và Châu Âu, cập nhật thêm vài địa điểm mới, các mặt hàng và trò chơi nhỏ.
Animal Crossing: New Horizons công bố trong Nintendo Direct vào tháng 9 năm 2018 cho hệ máy Nintendo Switch. Trò chơi phát hành trên toàn thế giới ngày 20 tháng 3 năm 2020, mặc dù kế hoạch phát hành ban đầu là năm 2019. Trò chơi nhanh chóng trở thành game đầu tiên đạt doanh số bán hàng kỹ thuật số lên đến năm triệu chỉ trong vòng một tháng, doanh thu này đa phần là do các đơn đặt hàng trực tuyến, do phải tuân thủ giãn cách xã hội trong đại dịch COVID-19. Ngay sau khi phát hành, trò chơi đã ngay lập tức có nội dung bổ sung, với những bổ sung khác được đồn đại là sẽ sớm xuất hiện trong tương lai gần. Trò chơi đã giành giải Trò chơi gia đình hay nhất tại The Game Awards 2020.

### Các bản mở rộng
Animal Crossing: Happy Home Designer là một trò chơi điện tử mô phỏng xã hội dành cho Nintendo 3DS và là phần phụ đầu tiên của loạt Animal Crossing. Phát hành tại Nhật Bản ngày 30 tháng 7 năm 2015, Bắc Mỹ ngày 25 tháng 9 năm 2015, Châu Âu ngày 2 tháng 10 năm 2015 và Úc ngày 3 tháng 10 năm 2015. Trò chơi xoay quanh việc thiết kế nhà cho dân làng dựa trên yêu cầu của họ. Bằng cách quét thẻ Amiibo, người chơi có thể mở khóa khả năng thiết kế nhà của các nhân vật đặc biệt. Trò chơi đạt 66 trên 100 điểm ở Metacritic, có nghĩa là "đánh giá hỗn hợp hoặc trung bình".
Animal Crossing: Amiibo Festival là một trò chơi điện tử theo nhóm, phát triển cho Wii U, phát hành tháng 11 năm 2015 và sử dụng rất nhiều Amiibo. Trò chơi vấp phải những đánh giá bất lợi từ các nhà phê bình. Game do Nintendo Entertainment Planning & Development và NDcube phát triển.
Animal Crossing: Pocket Camp ra mắt vào tháng 4 năm 2016, Nintendo thông báo một trò chơi Animal Crossing trên di động, sau này tên là Animal Crossing: Pocket Camp, phát hành như một phần của dòng trò chơi di động của họ. Trò chơi ra mắt tại Úc tháng 10 năm 2017, và phát hành trên toàn thế giới ngày 21 tháng 11 năm 2017. Animal Crossing: Pocket Camp có xếp hạng 72 trên 100 điểm ở Metacritic.

### Ứng dụng
- Animal Crossing Plaza, một ứng dụng WaraWara Plaza dành cho Wii U. Quảng bá cho Animal Crossing: New Leaf.
- Animal Crossing Clock, ứng dụng Đồng hồ cho Nintendo DSi và Nintendo 3DS.
- Animal Crossing Calculator, ứng dụng Máy tính cho Nintendo DSi và Nintendo 3DS.
- Photos with Animal Crossing, ứng dụng Máy ảnh dành cho Nintendo 3DS, cho phép người chơi chụp ảnh với các nhân vật Animal Crossing.[35]

## Tiếp nhận
| Trò chơi                             | Năm  | Số bản đã bán ra (tính bằng triệu) | Metacritic |
| ------------------------------------ | ---- | ---------------------------------- | ---------- |
| Animal Crossing                      | 2001 | 2.71                               | 87/100     |
| Animal Crossing: Wild World          | 2005 | 11.75                              | 86/100     |
| Animal Crossing: City Folk           | 2008 | 3.38                               | 73/100     |
| Animal Crossing: New Leaf            | 2012 | 12.82                              | 88/100     |
| Animal Crossing: New Horizons        | 2020 | 32.63                              | 90/100     |
| Animal Crossing: Happy Home Designer | 2015 | 3.04                               | 66/100     |
| Animal Crossing: Amiibo Festival     | 2015 | 0.09                               | 46/100     |

Animal Crossing nhận được những phản hồi rất tích cực. Bốn trò chơi trong loạt chính đầu tiên cũng là một trong những trò chơi điện tử bán chạy nhất cho hệ máy tương ứng. Animal Crossing đã bán ra 2,32 triệu bản; Wild World 11.75 triệu; City Folk 3.38 triệu; New Leaf 12.45 triệu, và Happy Home Designer 3.04 triệu.
New Horizons đã làm lu mờ doanh số bán hàng trọn đời của tất cả các phần trước đây trong vòng sáu tuần đầu tiên phát hành và trở thành trò chơi bán chạy thứ hai trên hệ máy Nintendo Switch với 32.63 triệu bản.Amiibo Festival là một thất bại nghiêm trọng và thương mại; tại Nhật Bản, nó chỉ bán được 87.872 bản. Tổng cộng, loạt Animal Crossing đã bán ra 66.33 triệu bản trên toàn thế giới.

Về doanh thu kỹ thuật số, trò chơi di động Pocket Camp đã thu về hơn 150 triệu đô la Mỹ vào tháng 4 năm 2020. New Horizons đã thu về ước tính 2 tỷ đô la Mỹ trong năm đầu tiên tính đến  tháng 3 năm 2021, doanh thu năm đầu tiên cao thứ năm từ trước đến nay cho bất kỳ trò chơi điện tử nào. Điều này mang lại cho New Horizons và Pocket Camp tổng doanh thu hơn 2,15 tỷ đô la Mỹ tính đến  tháng 3 năm 2021.

## Di sản

### Hướng đến khách hàng là nữ giới
Cựu chủ tịch Nintendo, Iwata Satoru lưu ý 56% người đặt hàng trước Animal Crossing: New Leaf được xác định là nữ, nhiều người trong số họ mua Nintendo 3DS bản dành riêng cho trò chơi. Ông nhận thấy mức độ thành công của trò chơi đối với phụ nữ trưởng thành trong độ tuổi từ 19 đến 24 là điều đáng lưu ý.

### Cuộc biểu tình ở Hồng Kông
Trong đại dịch COVID-19, Animal Crossing: New Horizons đã được các nhà hoạt động dân chủ ở Hồng Kông sử dụng như một diễn đàn để bày tỏ sự phản kháng. Để đáp lại thì trò chơi, mặc dù không có sẵn ở Trung Quốc, đã bị xóa khỏi các cửa hàng trực tuyến như Taobao, nhưng các bản nhập khẩu vẫn tiếp tục bán song song.

## Phương tiện truyền thông khác

Villager là nam, như được mô tả trong Super Smash Bros. Ultimate

Một bộ phim hoạt hình nhật bản chuyển thể cho Wild World mang tên Dōbutsu no Mori đã phát hành tại Nhật ngày 16 tháng 12 năm 2006. Bộ phim do OLM, Inc. sản xuất và Toho phân phối. Dōbutsu no Mori đem về 1,8 tỷ yên (khoảng 19,2 triệu USD) doanh thu phòng vé.
Trong trò chơi WarioWare: Smooth Moves trên hệ máy Wii, phát hành tại Nhật Bản vào năm 2006 và Châu Âu, Bắc Mỹ và Úc vào năm 2007, có một minigame mô phỏng theo Animal Crossing: Wild World, cùng tên. Người chơi phải bắt một con cá bằng cách sử dụng cơ chế tương tự như trò chơi gốc.
Trò Super Smash Bros. Brawl trên hệ máy Wii xuất bản năm 2008 dựa theo một số thành phần trong Wild World. Nổi bật nhất là màn chơi dựa trên làng động vật, được gọi là "Smashville", có thể thay đổi khung cảnh đồng bộ với đồng hồ của máy Wii và có một số bài hát được hòa âm hoặc trích xuất từ trò chơi gốc. Mr. Resetti và hạt giống pitfall, xuất hiện trong tất cả các trò chơi Animal Crossing, có mặt như một Assist Trophy và một vật dụng tương ứng. Brawl cũng có 24 bộ sưu tập danh hiệu dựa trên các nhân vật Animal Crossing và các vật phẩm.
Trò Wii Music cũng lấy ra hai bài từ Animal Crossing.
Trò chơi nhỏ "Animal Crossing: Sweet Day" trong Nintendo Land dựa trên loạt Animal Crossing. Mục tiêu của trò chơi là những người chơi sẽ cầm Wii Remote (1-4) thu thập một lượng lớn kẹo nằm rải rác xung quanh khu vực và lưu trữ chúng trong đầu của họ mà không bị Gatekeepers, những người được điều khiển bằng hai thiết bị tương tự hai cần điều khiển trên GamePad của Wii U.
Một nhân vật có thể chơi được gọi là "Villager" (dân làng) đại diện cho loạt Animal Crossing với tư cách là một chiến binh trong Super Smash Bros. for Nintendo 3DS and Wii U và Super Smash Bros. Ultimate. Nhân vật được tùy chọn giữa hai dạng nam và nữ. Các bước di chuyển của cậu ta hoặc cô ta bao gồm khả năng bắt những người chơi khác vào lưới và bắn con quay hồi chuyển Lloid như một quả tên lửa. Ngoài ra, Isabelle từ New Leaf xuất hiện như một Assist Trophy, và sau đó xuất hiện như một chiến binh độc lập trong Ultimate. Hai màn chơi Animal Crossing mới xuất hiện trong trò chơi là: "Town & City" từ City Folk phiên bản Wii U và "Tortimer Island" từ New Leaf phiên bản 3DS. "Smashville" từ Brawl trở lại trong phiên bản Wii U.
Villager và Isabelle là những nhân vật có thể chơi được trong Mario Kart 8 thông qua nội dung có thể tải xuống, cùng với một đường đua dựa trên Animal Crossing và một chiếc cúp được đặt tên theo loạt được gọi là "Crossing Cup". Hai tay đua, cùng với đường đua Animal Crossing, cũng được đưa vào phiên bản Nintendo Switch của trò chơi, Mario Kart 8 Deluxecùng với bộ đồ đua dựa trên loạt dành cho Mii. Tháng 6 năm 2015, bộ mỹ phẩm theo chủ đề Isabelle và Mr. Resetti đã được thêm vào làm tùy chọn trang phục cho người bạn đồng hành "Palico" của người chơi trong Monster Hunter 4 Ultimate.
Tháng 6 năm 2020, một bộ truyện tranh chuyển thể do Kokonasu Rumba viết vẽ minh họa và dựa trên New Horizons, có tựa đề là New Horizons-Deserted Island Diary, bắt đầu được đăng nhiều kỳ trên Tạp chí CoroCoro Comic hàng tháng của Shogakukan. Tháng 11 năm 2021, manga đã được chuyển sang tạp chí Bessatsu CoroCoro Comics và dịch vụ web CoroCoro Manga Toshokan. Bộ truyện tranh do Viz Media cấp phép ở Bắc Mỹ.